# 황인성 (아나운서)
황인성(1986년 1월 18일 ~ )는 대한민국 연합뉴스TV의 전 아나운서이자 방송인이다.

## 경력
- 2013년 ~ (2024년) : 연합뉴스TV 앵커
- 2016년 ~ 2022년 : 한국직업방송 MC
- 2016년 : G1 강원민방 MC 오감충전! G1이 좋다 진행
- 2012년 ~ 2013년 : KBS 아나운서 (안동방송국)

## 작품 활동(예능)
- 《대학전쟁》 (2023년) - 진행자
- 《대학전쟁2》 (2024년) - 진행자

## 작품 활동(영화, 드라마)

### 영화
- 《젠틀맨》 (2022년) - TV 뉴스 역 (목소리)
- 《다만 악에서 구하소서》 (2020년) - 라디오 앵커 역
- 《롱 리브 더 킹: 목포 영웅》 (2019년) - 선거 아나운서 역
- 《악인전》 (2019년) - 김솔 기자 역
- 《공작》 (2018년) - 남자아나운서 역

### 드라마
- 《어느날》 (쿠팡플레이, 2021년) - 아나운서 역
- 《중증외상센터》(넷플릭스, 2025년)  - 아나운서 역, 라디오, 병원 안내방송 등
- 《드라마스테이지》 (tvN, 2021년) - 아나운서 역
- 《편의점샛별이》 (SBS, 2020년) - 쇼호스트 역
- 《트랩》 (OCN, 2019년) - 뉴스진행자 역
- 《열혈사제》 (SBS, 2019년) - 기자 역
- 《하늘에서 내리는 일억 개의 별》 (tvN, 2018년) - 기자 역
- 《라이브》 (tvN, 2018년)
- 《추리의 여왕 2》 (KBS, 2018년)
- 《매드독》 (KBS, 2017년)
- 《동네변호사 조들호》 (KBS, 2013년)

### 저서
- 방송, 말해줄까 (2016년 출판)

### 유튜브
- 젠틀베어, 뉴스진, 다팝콘, e트렌드